# كوايشو
كوايشو هو تطبيق خدمة استضافة فيديو صيني، يعرف خارج الصين باسم كواي ويعتبر منافسه الرئيسي تطبيق تيك توك.